# Живко Фирфов
Живко Фирфов (на македонска литературна норма: Живко Фирфов) виден музикант, музиколог, диригент и композитор от Социалистическа република Македония.

## Биография
Роден е на 20 ноември 1906 година във Велес, тогава в Османската империя. В 1922 година заедно със Стефан Гайдов формират певческото дружество „Гром“. Заминава за Белград, където завършва Музикалното училище при Йосип Славенски и Юрий Арбатски. След завършването си, Фирфов работи като диригент на Академичното певческо дружество и като ръководител на оркестъра при Дома на слепите в Земун. След Втората световна война заема редица отговорни длъжности в столицата на новата Народна република Македония – Скопие: шеф на отдела за изкуство на Отделението за култура и изкуство при АСНОМ, шеф на отдела за народна музика при Радио Скопие, един от основателите и пръв артистичен директор на ансамбъл „Танец“, шеф на Отделението за народна музика при Института за фолклор „Марко Цепенков“, а по-късно и директор на Института и други.
Фирфов е член-кореспондент на Международната федерация за хорова музика в Лондон, член на Националния комитет при ЮНЕСКО за народна музика, както и член на Националното географско дружество на САЩ и почетен председател на Международното дружество за народни игри в Лондон.
Фирфов е събирач, мелограф и тълкувач на музикалния фолклор от Македония. По време на работата си ансамбъл „Танец“ се занимава и с интензивно теренно проучване, за да може в репертоара да влязат автентични хора и песни и същевременно в Ансамбъла да идват традиционни играчи. Фирфов събира и мелографира над 7000 народни мелодии, част от които са публикувани в сбирките „Македонски музички фолклор 1“ (1953) и „Македонски музички фолклор 2“ (1964). Същевременно публикува и „Македонските мелографи од крајот на 19 век“ (1963), „Метричките особини на македонската народна музика“ (1951), „Дијафонијата на македонската народна музика“ (1958) и други.
Творческият опус на Фирфов е малък и обхваща десетина композиции, от които най-познати са хоровият цикъл „Хуморески“ 1 – 3 и композицията „Дротар“. При инструменталната музика е автор на „Фантазија за оргули“, „Оркестарска суита“ и „Варијации“. Основната характеристика на творчството му е опирането във фолклора, което е особено видно в творбата „Хумореска 1“, която е базирана върху народните мотиви от песента „Цуцул стои на грудка“.
Умира на 21 юли 1984 година в Скопие.